# Уршулинска црква (Љубљана)
Уршулинска црква (словен. Uršulinska cerkev svete Trojice), позната и као Нунска црква је римокатоличка црква изграђена између 1718. и 1726. у италијанскоме (падованском) стилу. Источна страна је окренута према великом Конгресном тргу и има врло лепо изражено прочеље. Мермерни олтар је 1744. израдио вајар Франческо Роба. Олтар је лепо украшен симболима вјере и љубави. Са 14 метара висине то је и највиши олтар љубљанске бискупије (словен. шкофије). Фасада са стубовима је по узору цркве Светог Петра у Риму.
Црква је део Уршулинског самостана. Уршулинска црква је једна од најлепших представника барока у Љубљани.